# Kjell Ola Dahl
Kjell Ola Dahl (ur. 4 lutego 1958) – pisarz norweski.
Najbardziej znany jest jako autor powieści kryminalnych, których bohaterami są Frank Frølich i inspektor Gunnarstranda (we wszystkich książkach mający 54 lata) z policji w Oslo.
Książki Dahla zostały przetłumaczone na kilka języków m.in. polski, hiszpański, niemiecki i angielski. W niektórych krajach (m.in. Hiszpanii, Kanadzie i USA) autor ten publikowany jest jako K. O. Dahl.
Mieszka z żoną na farmie w południowo-wschodniej Norwegii. Ma troje dorosłych dzieci.

## Twórczość
- Dødens investiger (1993)
- Seksognitti (1994)
- Miniatyren (1996)
- Siste skygge av tril (1998)
- En liten gullen ring (2000) – wyd. pol. Mały złoty pierścionek (2011)
- Mannen i vinduet (2001) – wyd. pol. Mężczyzna w oknie (2012)
- Gjensynsgleder – love stories (2002)
- Lille tambur (2003)
- Venezia – forfatterens guide (2004) – autorski przewodnik po mieście
- Den fjerde raneren (2005) – wyd. pol. Czwarty napastnik (2012)
- Lindeman & Sachs (2006)
- Svart engel (2007)
- Lindemans tivoli (2008)
- Kvinnen i plast (2010) – wyd.pol. Wierny przyjaciel (2013)
- Isbaden (2011) – wyd. pol. Lodowa kąpiel (2012)

### Wspólnie zOla Thune
- Sporløst forsvunnet (2001)

### Scenariusz filmowy
- Vinterland (2007)